# Goganga/La ballata del pedone
Goganga/La ballata del pedone è un singolo di Giorgio Gaber pubblicato su 45 giri nel 1963 dalla Dischi Ricordi.

## Tracce
1. Goganga
2. La ballata del pedone